# Aguja Saint-Exupéry
L’Aguja Saint-Exupéry, en français aiguille Saint-Exupéry, est un sommet situé à proximité du Fitz Roy dans le parc national Los Glaciares en Patagonie, Argentine.
Le sommet a été nommé en mémoire de l'aviateur et écrivain français Antoine de Saint-Exupéry, qui était directeur de la compagnie Aeroposta Argentina et un pionnier des vols postaux en direction de la Patagonie entre 1929 et 1931.
L'Aguja Saint-Exupéry n'est pas aussi impressionnante que les sommets voisins, le Fitz Roy et le Cerro Torre, mais jouit de la même réputation que les autres grands sommets des environs quant à la difficulté de son ascension, en raison des conditions météorologiques extrêmes dans le Sud des Andes.

## Ascension
L'Aguja Saint-Exupéry est gravie pour la première fois le 23 février 1968 par l'expédition italienne composée de Silvia Metzeltin, Gino Buscaini, Lino Candot, Walter Romano et Silvano Sinigoi, qui ouvre une voie de 800 m sur son pilier Est.